# Chiesa del Santissimo Nome di Maria (Valbrevenna)
La chiesa del Santissimo Nome di Maria è un luogo di culto cattolico italiano, situato nella frazione di Frassinello nel comune di Valbrevenna, città metropolitana di Genova. La chiesa è sede della parrocchia omonima del vicariato della Valle Scrivia dell'arcidiocesi di Genova.
La chiesa è sottoposta a vincolo di tutela da parte della Soprintendenza per i beni architettonici e archeologici della Liguria.

## Storia
L'edificio venne fondato nell'antico borgo di Frassinello, posto nella valle del torrente Brevenna, tra il 1582 e il 1585, ma vi sono tracce dell'esistenza di una cappella ancora più antica.
La chiesa fu eretta in parrocchia tra la fine del XVI secolo e l'inizio del XVII secolo.
La canonica e il campanile furono costruiti tra il 1765 e l'inizio dell'Ottocento.

## Descrizione
La chiesa è ad aula, con abside semicircolare e copertura a volta. La struttura è in pietra e blocchi di calcestruzzo, con successiva intonacata a civile.
L'interno è a unica navata (ad aula), con abside semicircolare. Ha tre altari, di cui il principale marmoreo di arte barocca; quest'ultimo fu consacrato dal cardinale Giuseppe Siri il 1º settembre del 1960. Presenta al suo interno affreschi del pittore Giovanni Battista Ghigliotti. 
Il pavimento è in lastre in ardesia e marmo, con disegno geometrico in tradizionale stile ligure.